# Dactyloptena gilberti
Dactyloptena gilberti — вид скорпеноподібних риб родини Довгоперові (Dactylopteridae). Це морський демерсальний вид, що поширений на заході Тихого океану від берегів Японії та в Індійському океані до берегів Африки та Австралії на глибині 20-73 м. Максимальний розмір тіла сягає 25 см.